# TV TEM Sorocaba
TV TEM Sorocaba é uma emissora de televisão brasileira sediada em Sorocaba, cidade do estado de São Paulo. Opera no canal 26 UHF digital e é afiliada à TV Globo. Fundada em 1 de dezembro de 1990 como TV Aliança Paulista, hoje é a cabeça de rede da TV TEM, rede de televisão do interior paulista fundada em 6 de maio de 2003, e cobre 20 municípios, mantendo também uma sucursal em Jundiaí. Seus estúdios estão localizados no bairro Além Ponte, e sua antena de transmissão está no Parque do Paço Municipal de Sorocaba, próximo à Biblioteca Municipal Jorge Guilherme Senger, na mesma região.

## Sinal digital
| Canal virtual | Canal digital | Resolução de tela | Programação                                      |
| ------------- | ------------- | ----------------- | ------------------------------------------------ |
| 26.1          | 26 UHF        | 1080i             | Programação principal da TV TEM Sorocaba / Globo |

A emissora iniciou suas transmissões digitais em 21 de abril de 2009 pelo canal 26 UHF, em caráter experimental. Em 14 de julho, o ministro das comunicações Hélio Costa assinou a concessão do canal, autorizando as transmissões definitivas, que iniciaram em 27 de julho.
Transição para o sinal digital
Com base no decreto federal de transição das emissoras de TV brasileiras do sinal analógico para o digital, a TV TEM Sorocaba, bem como as outras emissoras de Sorocaba, cessou suas transmissões pelo canal 33 UHF em 17 de janeiro de 2018, seguindo o cronograma oficial da ANATEL.

## Ligações externas

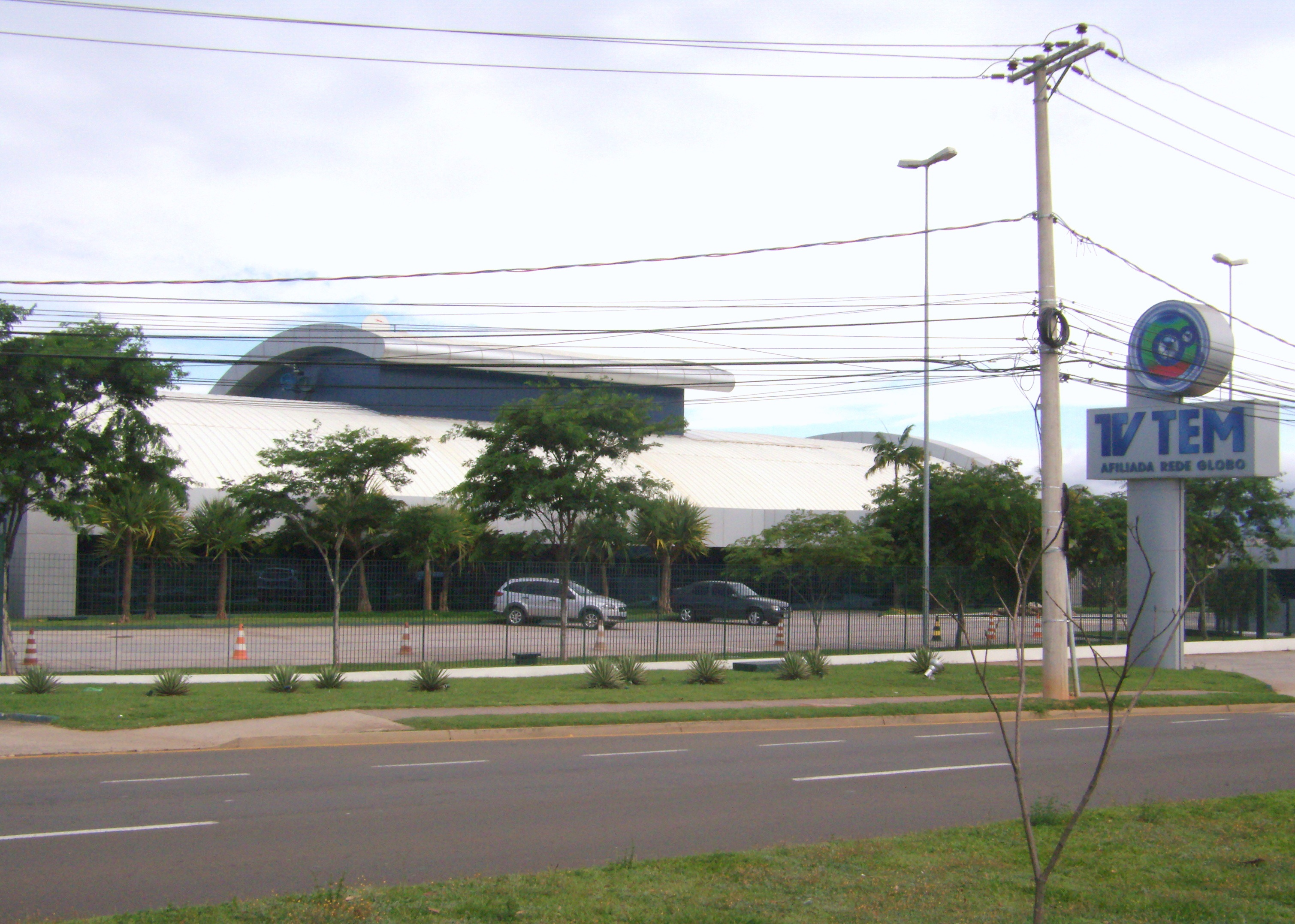
Sede da emissora em Sorocaba